# Devdas (1935)
Devdas (bengalisch: দেবদাস, debdās) ist ein indischer Film in bengalischer Sprache von Pramathesh Chandra Barua aus dem Jahr 1935. Es ist die zweite Verfilmung des gleichnamigen Romans von Sharat Chandra Chattopadhyay aus dem Jahr 1917.

## Handlung
Devdas, der Sohn eines reichen Großgrundbesitzers (Zamindar), und Parvati (genannt Paro), die Tochter des armen Nachbarn, sind schon seit seiner Kindheit befreundet. Der Status- und Kastenunterschied steht ihrer Heirat jedoch entgegen. Während Devdas zum Studium nach Kolkata geht, wird Paro an einen alten reichen Witwer verheiratet.
Devdas trifft sich in der Stadt häufig mit der Prostituierten Chandramukhi und sein Lebenswandel treibt ihn auch in die Trunksucht. Chandramukhi und auch Paro versuchen, ihn davon abzuhalten. Er weist Paro von sich und verspricht ihr, erst kurz vor seinem Tod zu ihr zu kommen.
Devdas – sich darüber im Klaren, dass Paro seine wahre Liebe ist – fährt die Nacht durch mit dem Zug zu ihr. Er stirbt vor ihrem Haus. Als sie davon erfährt, ist er bereits tot.

## Hintergrund
B. N. Sircars Filmgesellschaft New Theatres produzierte nach Naresh Mitras Devdas aus dem Jahr 1928 die zweite Verfilmung von Sharatchandras beliebtem sozialkritischen Roman. Barua drehte diesen Film in bengalischer Sprache und nahezu gleichzeitig ein 1:1-Remake davon in Hindi mit Kundan Lal Saigal in der Titelrolle.
Saigal spielte bereits im bengalischen Film eine kleine Rolle als Bordellbesucher und sang die Lieder Kahare Je Jodathe Chai und Golab Huey Uthuk Phutey in Bengalisch. Es war sein Debüt im Bengalischen Film, wo er in den 1930er Jahren häufig auftrat.
Der Film galt lange Zeit als verschollen, bis in den 1990er Jahren eine Kopie in Bangladesch auftauchte. Zu den von Kritikern häufig genannten Charakteristika des Films gehört eine Verwendung des Parallelschnitts, die indische Vorstellungen der Dominanz der Vorsehung über das individuelle Schicksal ausdrückt – wie in einer Szene, in der Devdas sich im Delirium wälzt, Parvati stolpert und Devdas im nächsten Schnitt von seiner Pritsche fällt.
1936 brachte New Theatres mit P. V. Rao als Regisseur auch eine tamilische Version heraus, bei der Saigal ebenfalls zwei Songs sang.